# Peter Buck (Cellist)
Peter Buck (* 1937 in Stuttgart; † 14. März 2024 ebenda) war ein deutscher Cellist. Von 1975 an lehrte er an der Staatlichen Hochschule für Musik und Darstellende Kunst Stuttgart Violoncello und Kammermusik. Buck spielte 40 Jahre lang das Cello im Melos Quartett.

## Leben

### Ausbildung und Orchestertätigkeit
Peter Buck wurde 1937 in Stuttgart als Sohn des Stuttgarter Klavierprofessors Paul Buck geboren. Seine erste musikalische Ausbildung erhielt er beim Cellisten des Wendling Quartetts Alfred Saal und dessen Sohn Gerhard Saal. Später studierte er an der Musikhochschule Stuttgart bei Alfred Gemeinhardt und Ludwig Hölscher. Im Anschluss daran vertiefte er seine Studien bei Pierre Fournier. Im Jahr 1961 war Buck Gründungsmitglied und bis 1967 erster Solocellist des Württembergischen Kammerorchesters Heilbronn unter Jörg Faerber.

### Melos Quartett
1965 war er Gründungsmitglied und bis zur Auflösung im Jahr 2005 einziger Cellist des Melos Quartetts.

### Lehrtätigkeit
Ab 1975 war Peter Buck als Dozent für Streichquartettspiel und seit 1980 als Professor für Violoncello und Kammermusik an der Musikhochschule Stuttgart tätig. Im Oktober 2004 wurde er zum Gastprofessor der Musikhochschule der chinesischen Großstadt Shenyang ernannt. Innerhalb der Gesellschaft der Freunde der Musikhochschule Stuttgart haben sich unter der Vermittlung von Peter Buck ehemalige Lehrer und Schüler zusammengeschlossen und organisieren seit 2011 die so genannte Alumniade mit Konzerten von ehemaligen Studenten und Lehrern, die sich auch in Meisterkursen dem studentischen Nachwuchs zur Verfügung stellen. Buck ist ein gefragter Juror und Dozent bei internationalen Wettbewerben und Meisterkursen.

### Oberstdorfer Musiksommer
Peter Buck gründete 1992 als künstlerischer Leiter den Oberstdorfer Musiksommer. Dieses internationale Klassikfestival im Allgäu verbindet eine intensive Nachwuchsförderung, bestehend aus Meisterkursen und verschiedenen Konzertpodien für junge Musiker, mit einer Reihe hochkarätig besetzter Konzerte und renommierter Künstler wie Konrad Elser, Sibylla Rubens, Stefanie Schumacher und andere.

## Ehrungen und Auszeichnungen
- 1961: Preisträger des Deutschen Hochschulwettbewerbs
- 1966: Gewinner des Internationalen Genfer Musikwettbewerbs mit dem Melos Quartett
- 1967: Preisträger des Villa-Lobos-Wettbewerbs in Rio de Janeiro mit dem Melos Quartett
- 1990: Bundesverdienstkreuz der Bundesrepublik Deutschland
- 2004: Förderpreis der Dr. Dazert-Stiftung wegen seines langjährigen Engagements für das Oberstdorfer Musikfestival